# アルバート・S・ラディ
アルバート・S・ラディ（Albert S. Ruddy, 1930年3月28日 - 2024年5月25日）は、カナダ出身の映画プロデューサー。『ゴッドファーザー』（1972年）と『ミリオンダラー・ベイビー』（2004年）によりアカデミー作品賞を受賞した。

## 経歴
カナダのモントリオールに生まれた。ユダヤ系。ニューヨークやマイアミで母親の手によって育てられた。ブルックリン技術高校（Brooklyn Technical High School）卒業後、奨学金を得てニューヨーク市立大学シティカレッジに入学した。南カリフォルニア大学建築学部を卒業。東海岸に移り、建築会社で家の設計にあたった。
ジャック・L・ワーナーの知遇を得てワーナー・ブラザースで短期間働いたあと、サンタモニカのランド研究所に入り、エンターテインメントの業界に転身した。
1965年、ユニバーサル・スタジオの研修プログラムで、友人のブライアン・G・ハットンが初監督した映画『Wild Seed』をマーロン・ブランドの父親とともにプロデュースした。
1965年から1971年にかけて放映された30分のテレビ番組『0012捕虜収容所（Hogan's Heroes）』をバーニー・ファインと共同プロデュース。ドイツの捕虜収容所で優雅な生活を送る連合国軍兵士を描いたこのコメディ番組は60年代半ばにおけるCBS最高の人気番組の一つとなった。番組がヒットすると様々なスタジオから電話が殺到した。
ある企画会議でラディはパラマウント映画の重役のピーター・バートと制作部長のロバート・エヴァンズと出会う。ラディは幾つかのストーリーを売り込み、そのうち2つの企画が映画化された。ロバート・レッドフォードとマイケル・J・ポラードが出演した『お前と俺』（1970年）と、ピーター・バートが自ら脚本を書いた『Making It』（1971年）である。ラディは『お前と俺』を個人でかき集めた小道具係とエキストラを使い予算より20万ドル安い製作費で映画を完成させた。
マリオ・プーゾのベストセラー小説『ゴッドファーザー』（1969年）の映画化権をもっていたのはパラマウントであった。その時点でラディはまだ1本のテレビシリーズと1本の映画しか実績はなかったが、パラマウントはラディに賭け、1970年3月23日にラディの会社アルフラン・プロダクションを通して映画の製作を行うことを発表した。ラディが単独でプロデュースした『ゴッドファーザー』は1972年3月に公開され、翌1973年に開かれた第45回アカデミー賞でアカデミー賞作品賞を受賞した。ラディは『ゴッドファーザー』の成功について次のように述べている。
「パチーノが出演した映画は1本だけだったし、ブランドは干されていた。ジミー・カーンはくだらない仕事をこなしていた。フランシスも同じだな。僕はと言えば、売れないオートバイ映画のプロデューサーだった――こんな連中が何かを成し遂げるなんて思いもしないだろう？ ところが、僕らは一体となり、魔法のような瞬間が訪れたんだ。そして誰もがキャリアの大きな転換期を迎えたのさ。まさに夢のようだったね」
1974年、原案とプロデューサーを務めた『ロンゲスト・ヤード』が大ヒット。第32回ゴールデングローブ賞 作品賞 (ミュージカル・コメディ部門) を受賞した。
2022年、『ゴッドファーザー』製作の舞台裏を描いたParamaount+のテレビドラマシリーズ『ジ・オファー / ゴッドファーザーに賭けた男』では製作総指揮に名を連ねた。
2024年5月25日、カリフォルニア州ロサンゼルスのカリフォルニア大学ロサンゼルス校ロナルド・レーガン記念病院で死去。94歳没。

## 主な作品
- お前と俺 Little Fauss and Big Halsy (1970)
- ゴッドファーザー The Godfather  (1972)
- ロンゲスト・ヤード The Longest Yard (1974)
- マチルダ Matilda (1978)
- デス・ハント Death Hunt (1981) ※製作総指揮
- キャノンボール The Cannonball Run (1981)
- メガフォース Megaforce (1982)
- バッド・ガールズ Bad Girls (1994)
- ミリオンダラー・ベイビー Million Dollar Baby (2004)